# Yehuda D. Nevo
Yehuda D. Nevo (1932 – 12 febbraio 1992) è stato un archeologo israeliano.

## Biografia
Archeologo del Vicino Oriente antico e collaboratore del "Progetto Archeologico Negev: primo periodo arabo. L'insediamento rurale nel Negev nel VI-VIII secolo d.C.", condotto dall'Istituto di Archeologia dell'Università Ebraica di Gerusalemme, Nevo scoprì nel corso del suo lavoro numerose iscrizioni epigrafiche in calligrafia cosiddetta "kufica" nel deserto del Negev (Israele), quattrocento delle quali furono pubblicate nel repertorio Ancient Arabic Inscriptions from the Negev. Ciò indusse lui stesso e Judith Koren a riesaminare la questione delle origini dell'Islam, nonché la primissima storia islamica, sulla falsariga delle tesi revisionistiche enunciate da John Wansbrough.
Nevo è stato coautore di un lavoro intitolato Crossroads to Islam: The Origins of the Arab Religion and the Arab State, con Judith Koren, che presenta un'originale e assai dibattuta tesi riguardante le origini e lo sviluppo dello Stato e della religione islamica. Alcuni dei lavori e delle conclusioni di Nevo sono stati pubblicati anche nel libro Quest for the Historical Muhammad, edito da Ibn Warraq.

## Opere
- Crossroads to Islam : the origins of the Arab religion and the Arab state, Yehuda D. Nevo and Judith Koren, Prometheus Books, Amherst, NY, (2003) ISBN 1-59102-083-2
- "The Origins of the Muslim Descriptions of the Jahili Meccan Sanctuary", in: Journal of Near Eastern Studies, 1990, no 1
- Ancient Arabic inscriptions from the Negev, edited by Yehuda D. Nevo, Zemira Cohen, Dalia Heftman, Israel Publications Services, Negev, Israel, (1993) ISBN 965-435-001-7
- Pagans and herders: a re-examination of the Negev runoff cultivation systems in the Byzantine and early Arab periods, Yehuda D. Nevo, Israel Publications Services, Negev, Israel, (1991) ISBN 965-435-000-9